# Hermandad del Mayor Dolor (Jerez)
La Primitiva y Hospitalaria Hermandad del Apóstol Señor San Bartolomé y Cofradía de Nazarenos de Nuestra Señora del Mayor Dolor en el Paso del Ecce-Homo es una cofradía penitencial de Jerez de la Frontera, popularmente conocida como Mayor Dolor o simplemente Ecce-Homo. Realiza su estación de penitencia durante la tarde noche del Jueves Santo.

## Historia
Aunque existe documentación sobre ella, ya el 10 de febrero de 1414, fue creada en el Hospital de San Bartolomé en el año 1488, y autorizada por el Cardenal González de Mendoza. Nació con carácter Hospitalario, el cual posteriormente pasó a ser penitencial.
En 2018 firma una carta de hermandad con la Hermandad de la Piedad, pudiendo los hermanos de ambas hermandades salir en las procesiones de las dos.

## Túnica

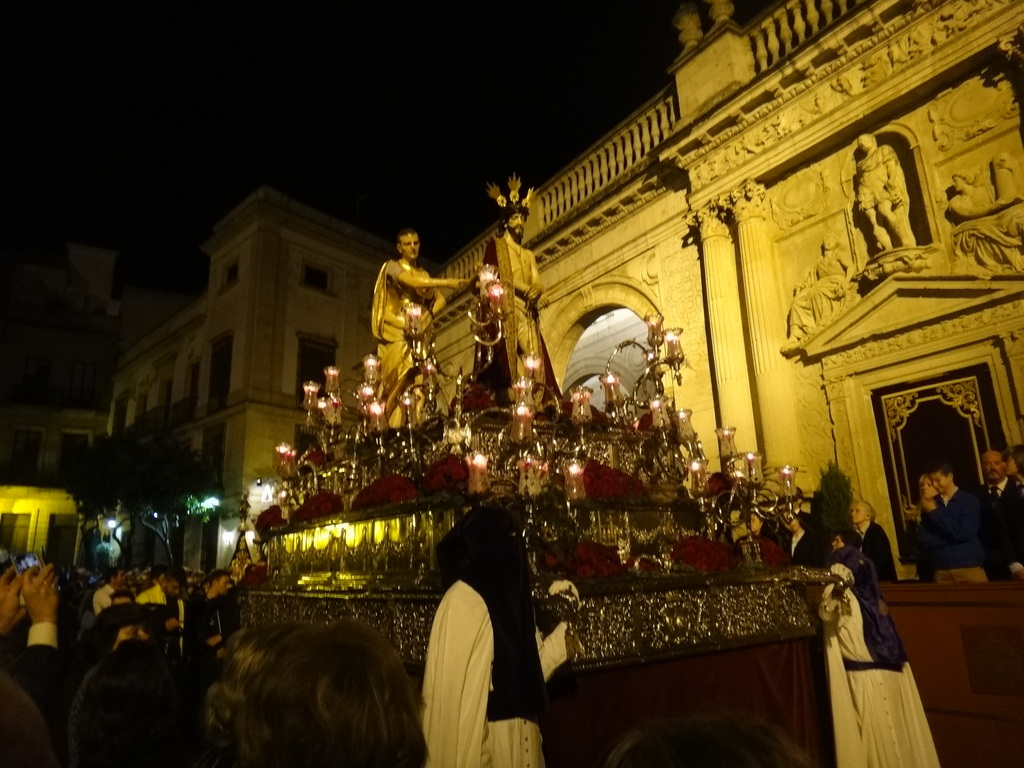
Ecce-Homo en el control de la plaza de la Asunción

La hermandad cuenta con una túnica para el cortejo del paso del Señor, y otra distinta para el cortejo del paso de palio.

### Cortejo de Misterio
La túnica del cortejo del Señor se compone por antifaz, fajín y botonadura de terciopelo morado, y túnica y capa blancas con el escudo de la corporación sobre el hombro izquierdo; sobre el antifaz un corazón apuñalado rodeado de una corona de espinas.

### Cortejo de Palio
Túnica, antifaz y capa negras; botonadura y vueltas de la capa de color morado; y cinturón de esparto. En la capa, y sobre el hombro izquierdo el escudo de la corporación y sobre el antifaz el corazón apuñalado y rodeado por una corona de espinas.

## Pasos
El primero de los pasos muestra a Poncio Pilatos presentando a Jesús, mencionando las palabras Ecce-Homo (en latín: este es el hombre), mientras que un sayón romano empuja a Jesús. El sayón, Pilatos y la Imagen del Señor son obras anónimas del siglo XVII. El paso de misterio fue realizado en orfebrería por Manuel Seco Imbert, y cuenta con una doble canastilla, la cual lo hace único en la Semana Santa de Jerez
El segundo de los pasos muestra a la Virgen del mayor Dolor bajo un precioso paso de palio realizado por Juan Manuel Rodríguez Ojeda, en el año 1903. Todo de plata de ley lo cual hace que sea el único junto con el de los judíos de San Mateo (Desconsuelo) que procesione en Jerez de la Frontera.

## Sede
Tiene como sede la Parroquia de San Dionisio, en la Plaza de la Asunción (aunque temporalmente en 2016 se traslada pro obras en dicha iglesia). Esta parroquia está dedicada al patrón de Jerez, san Dionisio Aeropaguita. Fue construida por el año 1457 sobre una mezquita anterior, y es de estilo gótico mudéjar.

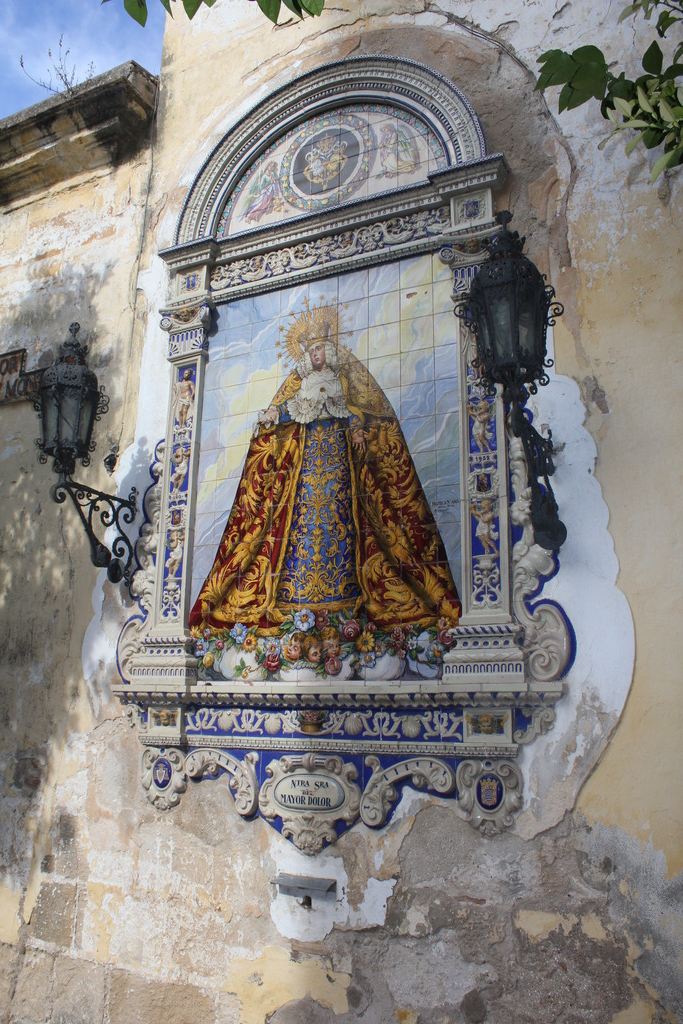
Azulejo en el lateral de la Iglesia

## Paso por Carrera Oficial
| Predecesor: Oración en el Huerto | Orden de entrada en Carrera Oficial (Jueves Santo) 5º lugar | Sucesor: El Silencio (Madrugá) |